# Shambhuvarman (roi khmer)
Shambuvarman est un souverain khmer ayant vécu au VIIIe siècle.  il poursuit la réunification du Cambodge.

## Contexte
Sambhuvarman est le fils de et successeur Pushkaraksha de Sambhupura. Il épouse l'héritière des Adhirajas de Vyadhapura et termine la réunification du pays. Il a comme successeur Rajandravarman qui est son fils ou beau-frère ?